# Liste der Wappen in der Provinz Matera
Liste der Wappen in der Provinz Matera beinhaltet alle in der Wikipedia gelisteten Wappen der Provinz Matera in der Region Basilikata in Italien. In dieser Liste werden die Wappen mit dem Gemeindelink angezeigt.

## Wappen der Provinz Matera

Provinz Matera
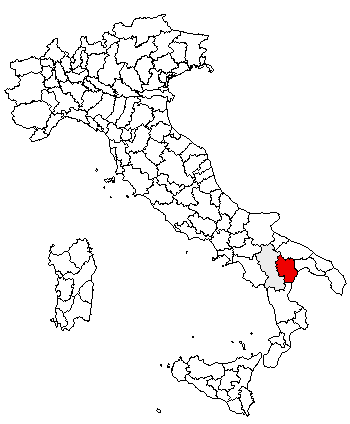
Lage in Italien

## Wappen der Gemeinden der Provinz Matera

Accettura
Aliano
Bernalda
Cirigliano
Colobraro
Craco
Garaguso
Gorgoglione
Grassano
Grottole
Irsina
Matera
Miglionico
Montalbano Jonico
Montescaglioso
Nova Siri
Oliveto Lucano
Pomarico
Rotondella
Salandra
San Giorgio Lucano
San Mauro Forte
Scanzano Jonico
Stigliano
Tricarico
Tursi
Valsinni